# Guilherme
Guilherme (en francès Guillaumes) és un municipi francès situat al departament dels Alps Marítims i a la regió de Provença – Alps – Costa Blava.

## Demografia
| 1962                                       | 1968 | 1975 | 1982 | 1990 | 1999 | 2006 |
| ------------------------------------------ | ---- | ---- | ---- | ---- | ---- | ---- |
| 563                                        | 594  | 558  | 546  | 533  | 589  | 697  |
| Des de 1962: població sense dobles comptes |      |      |      |      |      |      |

## Administració
| Període   | Identitat            | Partit |
| --------- | -------------------- | ------ |
| 1860-1881 | Adolphe Durandy      |        |
| 1881-1888 | Charles Aillaud      |        |
| 1888-1898 | Justin Clenchard     |        |
| 1898-1902 | Jean-Baptiste Robert |        |
| 1902-1904 | Étienne Toche        |        |
| 1904-1924 | Étienne Long         |        |
| 1924-1944 | Julien Agnely        |        |
| 1944-1947 | Julian-Jean Ravel    |        |
| 1947-1977 | Maurice Durandy      |        |
| 1977-1983 | François Ravel       |        |
| 1983-1989 | Éliane Patrico       |        |
| 1989-     | Jean-Paul David      | UMP    |